# Prionospio heterobranchia
Prionospio heterobranchia är en ringmaskart som beskrevs av Moore 1907. Prionospio heterobranchia ingår i släktet Prionospio och familjen Spionidae.

## Underarter
Arten delas in i följande underarter:
- P. h. texana
- P. h. newportensis